# أنطوان جوردان
أنطوان جوردان (بالإنجليزية: Antoine Jordan)‏ مواليد 10 مارس 1983 في بالتيمور، هو لاعب كرة سلة أمريكي. بدأ مسيرته الاحترافية في سنة 2006. يبلغ طوله 6 قدم 5 بوصة (2.0 م).

## المسيرة الاحترافية
لعب مع دون بوسكو ليفورنو في الدوري الإيطالي في سنة 2006، ثم لعب مع شياولياي في سنة 2007، ثم لعب مع أوكلاهوما سيتي بلو في سنة 2008، ثم لعب مع بي جي غوتنغن في الدوري الألماني في موسم 2010–2011.

## روابط خارجية
- أنطوان جوردان على موقع كرة السلة الأوروبية.كوم (الإنجليزية)
- أنطوان جوردان على موقع كلية كرة السلة في سبورتس رفرنس.كوم (الإنجليزية)
- أنطوان جوردان على موقع ريلجم (الإنجليزية)
- أنطوان جوردان على موقع بروبوليرز (الإنجليزية)
- أنطوان جوردان على موقع سبورتس رفرنس (الإنجليزية)
- أنطوان جوردان على موقع سبورتس رفرنس (الإنجليزية)